# Cucullia distinguenda
Cucullia distinguenda är en fjärilsart som beskrevs av Otto Staudinger 1892. Cucullia distinguenda ingår i släktet Cucullia och familjen nattflyn. Inga underarter finns listade i Catalogue of Life.